# 劉光鼎 (明朝)
劉光鼎（16世紀—17世紀），字爾鉉，號禹金，福建泉州府晉江縣人，明朝、南明軍事人物。

## 生平
劉光鼎是萬曆四十三年（1615年）的武舉人，天啟五年（1625年）的武進士，獲授青州守備，流寇孔文德作亂，他力戰遭包圍被擒，對方利誘他投降，他回答：「疆場失守，百姓不安，只恨我孤軍不能驅逐，怎會向你們這些小醜屈服？」不斷有人來勸說，他憤怒的說：「我現在不材，雖被你們捉住，天兵一到，就會搗破你們的巢穴、殲滅無遺！」說者越是利誘，他更罵不絕口，囚禁七天後於登州驢糞橋遇害，但賊人也感歎他的忠節，大書其姓名表彰他，朝廷得知此事後奉命馳驛歸葬，賜匾「忠孝兩全」，青州人為他立祠。
劉光鼎的父親劉廷藩是萬曆三十五年（1607年）武進士，得知劉光鼎遇害後，舉家哀慟，他卻說：「我的兒子能夠殉難，雖死猶生，我有子了！」士人都可惜他的志向，敬仰其道德。

## 引用
1. 1 2  同治《泉州府志·卷五十七·明忠義》：劉光鼎，字爾鉉，號禹金，晉江人，萬厯乙卯武舉，天啟乙丑武進士，授青州守備，值賊匪孔文德倡亂，尅期興師竭力血戰，賊勢猖獗，眾寡不敵被圍紿去，厚誘之降，光鼎曰：「疆場失守，百姓靡寧，恨我孤軍不能逐北，肯偷生屈爾小醜哉？」說者屢至，怒應之曰：「某今不材，雖為所紿，天兵一至，破爾巢、殲爾巨魁無遺矣！」說口愈甜，光鼎益罵不絕口，被禁七日遂遇害於登州驢糞橋，賊壯其忠大書姓名以表之，事聞奉命馳驛歸葬，賜匾「忠孝兩全」，青州人立祠祀焉，載入忠貞志。其父廷藩，萬厯丙午丁未聯捷武進士，為靖州守備，陞都司都指揮僉事，方光鼎訃至舉家哀慟，廷藩止之曰：「吾子能殉難，雖死猶生，吾有子矣！」一時士大夫莫不悲其志，而高其誼云。 劉氏家乘
2. ↑  道光《晉江縣志·卷四十九·人物志 忠節》：劉光鼎，字爾鉉。天啟乙丑武進士，授青州守備。值寇匪孔文德倡亂，血戰被圍，執節不屈死之。事聞，奉命馳驛歸葬，賜匾「忠孝兩全」，青州人立祠祀之。